# Мемоари породице Милић
Мемоари породице Милић је хумористичка породична ТВ серија у продукцији некадашње Телевизије Сарајево.
Серија је снимана и приказивана 1990. године, а теме су биле приче из свакодневног живота описане кроз живот једне сарајевске породице. Двадесет епизода у трајању од по 20 минута снимано је у студију ТВ Сарајево и сарајевском елитном насељу Нова Брека.

## Кратак садржај
Улогу главе породице, Милана Милића тумачио је познати босанскохерцеговачки глумац Зијах Соколовић. Остале главне улоге имали су Етела Пардо као Миланова жена Ана, те Милош Стојановић и Оливера Рајак као њихова деца Саша и Тања. Тања је најмлађи члан породице Милић, која кроз мемоаре описује своје одрастање и живот своје породице, а за љубимца има златну рибицу Каролину (глас позајмила Сабрина Садиковић) с којом се може споразумевати и заједно решавати различите ситуације. Тања у мемоарима описује свакодневне догађаје који су производ разних идеја које јој падају на памет и због којих често упада у неприлике. На крају серије за њене мемoаре се заинтересује телевизија која одлучи да их откупи и да по њима сними серију.

## Улоге
| Глумац             | Улога                    |
| ------------------ | ------------------------ |
| Зијах Соколовић    | Милан Милић              |
| Етела Пардо        | Ана Милић                |
| Милош Стојановић   | Саша Милић               |
| Оливера Рајак      | Тања Милић               |
| Сабрина Садиковић  | рибица Каролина          |
| Инес Фанчовић      | комшиница Мара           |
| Мира Бањац         | бака                     |
| Небојша Кундачина  | Фазлагић Фуад            |
| Борис Новковић     | Борис                    |
| Селма Алиспахић    | Весна                    |
| Јасминко Селимовић | Мики                     |
| Младен Јеличић     | Буле                     |
| Асја Павловић      | Здравка                  |
| Алија Аљовић       | директор Електропривреде |
| Ратко Петковић     | Менсур Цукић             |
| Владо Керошевић    | редитељ                  |

Комплетна ТВ екипа ▼
| Редитељ              | Сулејман Купусовић | (20 еп. 1990)                |
| Сценариста           | Маја Ђурић         | (20 еп. 1990)                |
| Композитор           | Војислав Ивановић  | (20 епизода)                 |
| Директор фотографије | Љубо Кочовић       | (20 епизода)                 |
| Монтажер             | Зијад Мехић        | (20 епизода)                 |
| Остала екипа         | Ниџара Мехић       | секретар режије (20 епизода) |

## Списак епизода
Списак епизода серије „Мемоари породице Милић“, као и датум премијерног емитовања у систему ЈРТ-а.:
1. Село — 20. октобар 1990. година
2. Пушење — 27. октобар 1990. година
3. Љубав — 3. новембар 1990. година
4. Озон — 10. новембар 1990. година
5. Борис — 17. новембар 1990. година
6. Сократ — 24. новембар 1990. година
7. Рођендан — 1. децембар 1990. година
8. Рок звијезда — 8. децембар 1990. година
9. Ванземаљац — 15. децембар 1990. година
10. Маскенбал — 22. децембар 1990. година
11. Неспоразум — 29. децембар 1990. година
12. Ручак — 5. јануар 1991. година
13. Бака — 12. јануар 1991. година
14. Операција — 19. јануар 1991. година
15. Кречење — 26. јануар 1991. година
16. Карате — 2. фебруар 1991. година
17. Операција фрижидер — 9. фебруар 1991. година
18. Беба — 16. фебруар 1991. година
19. Киви — 23. фебруар 1991. година
20. Телевизија — 2. март 1991. година

## Занимљивости
У серији се у неколико наврата индиректно протежу феномени популарне културе тих година у Југославији. Главни протагонисти често гледају серију Династија, одлазе на концерт групе Бијело дугме, песме тада популарне певачице Тајчи се могу чути у више наврата, а у једној епизоди се као специјалан гост појављује Борис Новковић који глуми себе.